# 페널티 카드

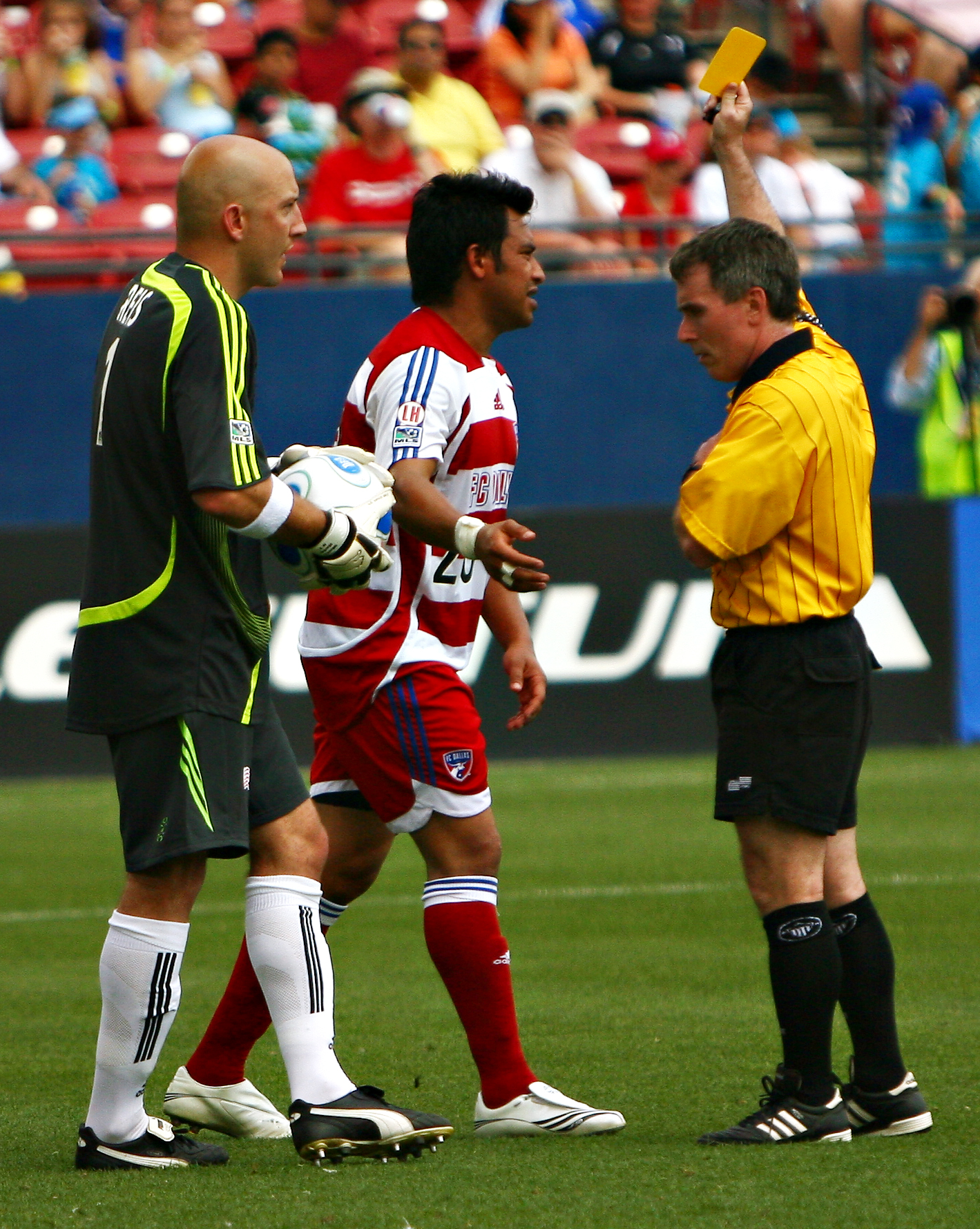
한 축구 경기에서의 옐로 카드.

페널티 카드(Penalty card)는 수많은 스포츠에서 심판들이 사용하는 카드이다. 선수가 반칙 등을 했을 때 사용한다.
페널티 카드는 많은 스포츠에서 선수, 코치 또는 팀 임원에게 경고, 질책, 처벌을 가하는 수단으로 사용된다. 페널티 카드는 심판이나 심판원이 플레이어가 위반을 저질렀음을 표시하기 위해 가장 일반적으로 사용된다. 심판은 카드를 머리 위로 들고 위반을 저지른 선수를 바라보거나 가리킨다. 이 조치를 통해 언어 중립적인 방식으로 모든 선수, 관중 및 기타 임원에게 결정이 명확하게 전달된다. 공무원이 사용하는 카드의 색상이나 모양은 범죄의 유형이나 심각성 및 적용될 처벌 수준을 나타낸다. 옐로 카드와 레드 카드가 가장 일반적이며 일반적으로 각각 주의와 퇴장을 나타낸다.

## 역사
축구에서 심판의 소통을 위해 언어 중립적인 색 카드를 사용하는 아이디어는 잉글랜드의 심판 켄 애스턴에서 비롯되었다. 애스턴은 FIFA 심판위원회에 지명되었고 1966년 FIFA 월드컵의 모든 심판에게 책무가 부여되었다.